# Кристоф фон Шерфенберг
Кристоф фон Шерфенберг (на немски: Christoph von Schärffenberg; † сл. 1521) е благородник от древния род Шерфенберг (днес от Словения) в Херцогство Австрия, господар в Хоенванг в Щирия. Кристоф и брат му са в свитата на император Максимилиан I. Правнукът му Йохан Вилхелм фон Шерфенберг (1610 – 1647) е издигнат на граф.

## Произход
Той е син на императорския съветник Бернхард фон Шерфенберг († 1513) и първата му съпруга Елизабет фон Фладниц († 1489) от Щирия, дъщеря на Фридрих фон Фладниц, господар в Хоенванг и Пракседис фон Хауншперг. Баща му Бернхард фон Шерфенберг се жени втори път за графиня Катарина фон Щархемберг, вдовица на Райнпрехт фон Валзее ’Младия’ († 19 май 1483). Брат е на Ханс фон Шерфенберг († 1527), женен за Маргарета фон Целкинг († 1552).
- Замък Хоенванг (1681)
- Останки от замък Хоенванг

## Фамилия
Кристоф фон Шерфенберг се жени сл. 13 февруари 1506 г. за Радегунда фон Арберг († сл. 1526), дъщеря на Йорг фон Арберг и Агнес фон Кирхщетер. Те имат децата:
- Улрих фон Шерфенберг († ок. 1578), женен ок. 1550 г. за Йохана фон Полхайм (1526 – ок. 1571); имат син и дъщеря
- Анна фон Шерфенберг (1507 – 1544), омъжена за Йохан фон Велц (1506 – 1558)
- Йохан фон Шерфенберг (* 24 декември 1509, Винер Нойщат; † 6 септември 1582, Шпилберг), господар на Шпилберг, Щирия, женен на 16 февруари 1534 г. в Ретц за Кристина фон Айцзинг (* 1515; † декември 1582); имат пет деца
- Маргарета фон Шерфенберг (* 1516; † пр. 30 септември 1577, Енс при Линц), омъжена 1534 г. за Кристоф фон Чернембл (* 16 януари 1504; † 1538)